# Sebastião Mendes Barros
Sebastião Mendes Barros (Nova Era, 3 de maio de 1923 - 30 de maio de 2011) foi um farmacêutico e político brasileiro do estado de Minas Gerais.

Mendes Barros foi vereador da Câmara Municipal de Governador Valadares (1959-1963) atuando como presidente da Casa em 1961. Foi também prefeito desse município entre 1971 e 1972.
Foi deputado estadual em Minas Gerais no período de 1975 até 1991 (da 8ª à 11ª legislatura

)
Durante o seu período como parlamentar, licenciou-se para ocupar os cargos de secretário de Estado de Abastecimento (1987-1988) e de secretário de Estado do Trabalho e Ação Social (1990).